# Europese kampioenschappen beachvolleybal 2021
De Europese kampioenschappen beachvolleybal 2021 werden van 11 tot en met 15 augustus gehouden in de Oostenrijkse hoofdstad Wenen. De wedstrijden werden gespeeld aan de Heumarkt en op het Donauinsel. Aan de Heumarkt stond op de grond van de Wiener Eislauf-Verein een tijdelijk stadion dat plaats bood aan 2.500 toeschouwers. 

## Opzet
Aan de kampioenschappen deden zowel bij de mannen als de vrouwen 32 tweetallen mee, dus 64 teams en 128 spelers in totaal. De 32 teams per toernooi waren in acht poules van vier verdeeld. Per poule werden er vier wedstrijden gespeeld. De winnaars van de eerste twee wedstrijden speelden vervolgens om de eerste plaats in de poule en de verliezers om de derde plaats. De groepswinnaars van elke poule gingen direct naar de achtste finales gingen, terwijl de nummers twee en drie naar een tussenronde gingen. Vanaf de tussenronde werd via een knock-outsysteem gespeeld. Het prijzengeld per toernooi bedroeg € 100.000.

## Medailles

### Medaillewinnaars
| Onderdeel | Goud | Goud                         | Zilver | Zilver                          | Brons | Brons                       |
| --------- | ---- | ---------------------------- | ------ | ------------------------------- | ----- | --------------------------- |
| mannen    | NOR  | Anders Mol Christian Sørum   | NED    | Stefan Boermans Yorick de Groot | POL   | Piotr Kantor Bartosz Łosiak |
| vrouwen   | SUI  | Nina Betschart Tanja Hüberli | NED    | Katja Stam Raïsa Schoon         | GER   | Karla Borger Julia Sude     |

### Medaillespiegel
| Rang   | Land        | Goud | Zilver | Brons | Totaal |
| 1      | Noorwegen   | 1    | 0      | 0     | 1      |
| 1      | Zwitserland | 1    | 0      | 0     | 1      |
| 3      | Nederland   | 0    | 2      | 0     | 2      |
| 4      | Duitsland   | 0    | 0      | 1     | 1      |
| 4      | Polen       | 0    | 0      | 1     | 1      |
| Totaal | Totaal      | 2    | 2      | 2     | 6      |

## Organisatie
De organisatie ontving in 2021 een subsidie van € 1.200.000 vanuit de federale overheid van Oostenrijk, in het kader van een subsidieregeling voor grote sportevenementen.